# Fernando Oliú
Fernando Oliú Chiazzaro (Salto, 25 de maig de 1925 - Montevideo, 2 de desembre de 1983) fou un advocat i polític uruguaià pertanyent al Partit Nacional.

## Biografia
Va néixer a Salto, al nord-oest de l'Uruguai. Graduat en Dret per la Universitat de la República el 1950, es va associar amb Jorge Giucci Urta, Elbio Jiménez Rimoldi i Julio Macedo Hontou. També va treballar professionalment al BROU.
Va ser militant del Partit Nacional, sector Herrerisme. Durant el segon col·legiat del seu partit va ser subsecretari del ministre d'Instrucció Pública Juan Pivel Devoto.
El 1971 va ser un dels primers a unir-se al nou moviment Per la Pàtria, convertint-se en un destacat dirigent. Durant l'època de la dictadura, al costat de Gonzalo Aguirre van ser secretaris del triumvirat clandestí format per Carlos Julio Pereyra, Dardo Ortiz i Mario Heber; i amb motiu de l'exili del líder Wilson Ferreira Aldunate va constituir un nexe de contacte fonamental.
Amb motiu de les eleccions primàries de 1982, Oliú va idear la consigna "Endavant Amb Fe" (Adelante Con Fe) per a la sigla ACF que distingia a la llista que feia referència a Ferreira; i va resultar un èxit de propaganda, que va superar les restriccions del règim militar: la llista ACF va obtenir l'àmplia majoria dels vots nacionalistes, i fins i tot vots de l'esquerra.
Va ser un dels ideòlegs de la Secretaria d'Assumptes Socials del Partit Nacional.
Un any després, conjuntament amb Gonzalo Aguirre Ramírez i Juan Martín Posadas, van participar en les converses del Parque Hotel amb els militars.